# Fosco Risorti
Fosco Risorti (Ponte a Cappiano, 8 settembre 1921 – Roma, novembre 1995) è stato un calciatore italiano, di ruolo portiere.

## Carriera

Risorti in uscita in Torino-Roma 0-0

La sua carriera inizia nel Fucecchio, dove si forma nella stagione 1937-1938. Nel 1938 si trasferisce in Campania, al Savoia, dove ha la possibilità di giocare più regolarmente. Al Savoia gioca per tre stagioni, collezionando 69 presenze. A lui venne addossata la colpa della mancata promozione in Serie B della squadra nel 1938-1939, e ciò si deve ad un gol subito in una partita decisiva contro la MATER di Roma: Risorti infatti lascia entrare in rete un tiro di Longobardi, scagliato da una notevole distanza, che fu deviato da un sasso presente sul terreno.
(Savoia, storia e leggenda dall'Oncino al Giraud)
Nel 1941 viene ceduto alla Roma. Nei primi due anni viene impiegato come secondo portiere, alle spalle di Guido Masetti. In due anni colleziona appena 2 presenze, esordendo in Serie A il 29 marzo 1942 in Roma-Atalanta (2-0).
Nel 1944 passa al Montecatini per poi tornare a Roma nel 1945, dove passa a portiere titolare. Nella squadra capitolina gioca fino al 1952, scendendo 177 volte in campo con la maglia giallorossa. Chiude poi la carriera nel Colleferro, nel 1955 con cui vince il titolo di IV Serie 1954-1955.

## Statistiche

### Statistiche da allenatore
| Stagione        | Squadra         | Campionato      | Campionato | Campionato | Campionato | Campionato | Totale | Totale | Totale | Totale | Vittorie % | Piazzamento |
| Stagione        | Squadra         | Comp            | G          | V          | N          | P          | G      | V      | N      | P      | %          | Piazzamento |
| --------------- | --------------- | --------------- | ---------- | ---------- | ---------- | ---------- | ------ | ------ | ------ | ------ | ---------- | ----------- |
| 1955-1956       | Colleferro      | C               | 5          | 2          | 2          | 1          | 5      | 2      | 2      | 1      | 40,00      | 15º         |
| 1956-1957       | Colleferro      | IV              | 34         | 15         | 12         | 7          | 34     | 15     | 12     | 7      | 44,12      | 4º          |
| 1957-1958       | Colleferro      | IV              | 28         | 8          | 12         | 8          | 28     | 8      | 12     | 8      | 28,57      | 11º         |
| 1958-1959       | Colleferro      | IV              | 32         | 14         | 11         | 7          | 32     | 14     | 11     | 7      | 43,75      | 3º          |
| 1959-1960       | Colleferro      | D               | 34         | 15         | 10         | 9          | 34     | 15     | 10     | 9      | 44,12      | 3º          |
| 1960-1961       | Colleferro      | D               | 34         | 16         | 12         | 6          | 34     | 16     | 12     | 6      | 47,06      | 2º          |
| 1968-1969       | Colleferro      | Prom.           | 30         | 9          | 9          | 12         | 30     | 9      | 9      | 12     | 30,00      | 10º         |
| 1969-1970       | Colleferro      | Prom.           | 30         | 12         | 7          | 11         | 30     | 12     | 7      | 11     | 40,00      | 7º          |
| Totale carriera | Totale carriera | Totale carriera | 227        | 91         | 75         | 61         | 227    | 91     | 75     | 61     | 40,09      |             |

## Palmarès

### Club
- Campionato italiano: 1

Roma: 1941-1942
- Campionato italiano di Serie B: 1

Roma: 1951-1952
- Titolo di IV Serie: 1

Colleferro: 1954-1955